# 랄프 베닝

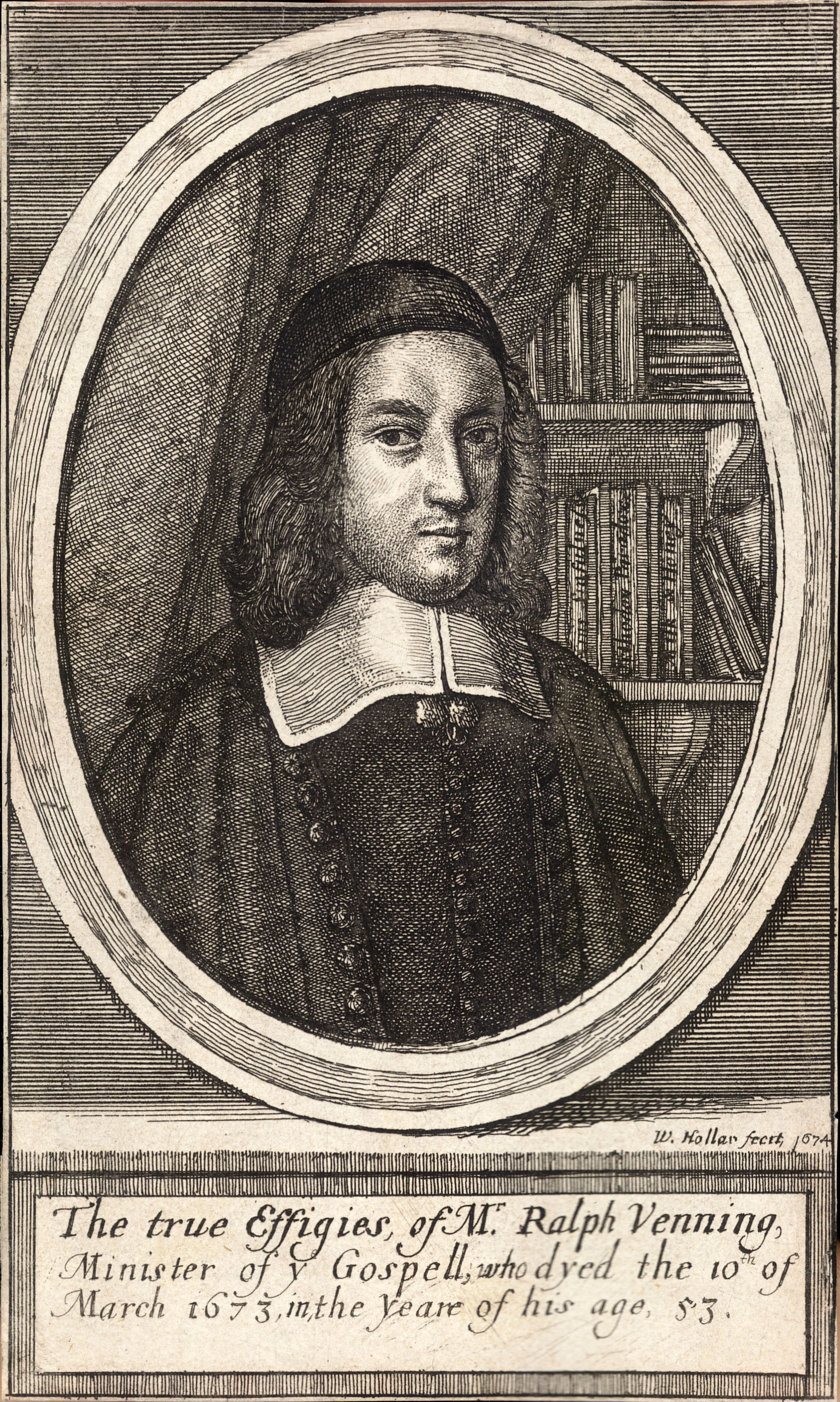
랄프 베닝

랄프 베닝(Ralph Venning, 1621년 - 1673년 3월 10일)은 잉글랜드의 비국교도로 프란시스와 조앤의 사이에서 태어났다.  임마누엘 칼리지 (케임브리지 대학교)에서 수학하였고, 성 올라브 교회에서 강의를 하였다.  그는 사랑과 자비에 대한 설교로 명성을 얻었다.  1662년의 통일령에 따라 퇴출당하였으며 사망때까지 독립교회의 목회자로 활동하였다.  알려진 저서로는 '죄의 죄악성'이며, 그 외 많은 저서를 남겼다.

## 남겨진 명언
| “ | 죄는 지옥보다 더욱 나쁘다... 모든 피조물 속에 있는 선보다 죄 속에 있는 악이 더 클 것이다. | ” |

| “ | 죄는 사람을 짐승처럼 만들고, 가장 악한 짐승처럼 만들며, 짐승보다 더 악한 존재로 만든다. | ” |